# Ana și Cornel
CARNIA este o companie din România cu activitate în domeniul producției, preparării și conservării cărnii și a preparatelor din carne, comercializate sub brandul "Ana si Cornel". Compania s-a înființat în anul 1994, cu capital privat propriu.
În anul 2010 compania CARNIA a ajuns la o cotă de piață de 6% și la o cifră de afaceri de peste 20 de milioane de euro. În anul 2023 compania CARNIA a înregistrat o cifră de afaceri de peste 49 de milioane de euro, înregistrând o creștere de 16% față de anul 2022. 
Produsele companiei sunt comercializate sub sloganul – "Familia de gusturi ” printr-o rețea de peste 100 de magazine proprii  și către peste 5000 de clienți de distribuției din Muntenia, Dobrogea, Moldova, Oltenia, Banat și Transilvania. 
Brandul "Ana și Cornel" este disponibil și printr-o rețea extinsă de parteneri din diverse segmente comerciale, precum en-gros, Cash & Carry, supermarketuri, HoReCa și retail tradițional, atât în România, cât și în străinătate. Exporturile sunt realizate prin intermediul clienților și distribuitorilor, ajungând în țări precum Italia, Spania, Marea Britanie, Germania, Franța, Danemarca, Belgia, Olanda, Grecia și Cipru. 
În a doua jumătate a anului 2023, brandul „Ana și Cornel” și-a extins prezența prin parteneriatul cu rețeaua de magazine Penny, deschizând peste 20 de locații în centrele comerciale ale acestora și consolidând astfel accesibilitatea produselor pentru consumatorii din Oltenia, Transilvania si Moldova.
Capacitatea de producție a companiei este de 20 000 de tone anual.
Pe 30 iunie 2024, Ana și Cornel marchează 30 de ani de activitate prin lansarea celei mai ample campanii a brandului – prima desfășurată simultan pe TV, Radio și Social Media. Campania se derulează sub egida a două mesaje puternice: „30 de ani pe gustul românilor” și „Pentru noi, românii, mâncarea este limbajul iubirii”.

## Compania în cifre
Număr de angajați:
- 2023: 772 [10]
- 2018: 850 [11]
- 2014: 800 [12]
- 2009: 685 [12]
- 2006: 631 [12]
- 2004: 264 [12]
- 2003: 47 [12]
- 1999: 18 [12]

Cifra de afaceri în 2022: 42 milioane euro 